# Francisco Doratioto
Francisco Fernando Monteoliva Doratioto (Atibaia, 13 de novembro de 1956) é um historiador brasileiro. É especialista em história militar e das relações do Brasil com os países da do Cone Sul da América do Sul.
Descendente de italianos e espanhóis, é filho de Fernando Doratioto e Amélia Monteoliva Guillén.
Graduou-se em História (1979) e em Ciências Sociais (1982) pela Universidade de São Paulo (FFLCH-USP). É mestre (1988) e doutor (1997) em história das relações internacionais pela Universidade de Brasília (UnB). Foi professor da Universidade Católica de Brasília e atualmente é professor da área de História da América do Departamento de História da Universidade de Brasília.
É membro correspondente do Instituto Histórico e Geográfico Brasileiro; da Academia Paraguaya de la Historia, Paraguai, e da Academia Nacional de la Historia, Argentina, e do Instituto de Geografia e História Militar do Brasil.
Na sua obra mais conhecida, Maldita Guerra, Doratioto apresenta detalhadamente a história da Guerra do Paraguai, contrariando explicações que situam no imperialismo inglês o elemento causal decisivo para a deflagração do conflito.
Em maio de 2020 Francisco Doratioto anunciou que o livro Maldita Guerra será relançado ainda este ano, em edição revista e ampliada pela Companhia das Letras, em razão dos 150 anos do fim da Guerra do Paraguai.
Para o professor as lições que a Guerra do Paraguai deixou foi que é preciso ter Forças Armadas preparadas para exercer a soberania, o envolvimento dos militares em assuntos políticos não é bom, pois tem-se pouco tempo para se preparar profissionalmente para uma emergência.
"Se em 1862 alguém dissesse que o Paraguai ia atacar o Brasil e ficaríamos cinco anos em guerra, seria ridicularizado".

## Principais obras
- 1990: A Guerra do Paraguai (São Paulo: Editora Brasiliense)
- 1991: A república bossa-nova - A democracia populista (1954-1964)
- 1991: De Getúlio a Getúlio - o Brasil de Dutra e Vargas - 1945 a 1954
- 1996: O conflito com o Paraguai: a grande guerra do Brasil (São Paulo: Ática)
  - 2016: Introducción a la Guerra del Paraguay (Asuncão: Intercontinental)
- 2002: Maldita Guerra: nova história da Guerra do Paraguai (São Paulo: Companhia das Letras)
  - 2004: Maldita guerra: nueva historia de la Guerra del Paraguay (Buenos Aires: Emecé)
- 2008: General Osório: a espada Liberal do Império (São Paulo: Companhia das Letras)
- 2012: Relações Brasil-Paraguai: afastamento, tensões e reaproximações, 1889-1954 (Brasília: FUNAG)
  - 2011: Una relación compleja: Paraguay y Brasil, 1889-1954 (Assunção: Tiempo de Historia)
- 2014: O Brasil no Rio da Prata, 1822-1994 (Brasília: FUNAG)
- 2020: História das Relações Internacionais do Brasil